# 1813 în literatură
Anul 1813 în literatură a implicat o serie de evenimente și cărți noi semnificative.  

## Cărți noi
- Jane Austen - Pride and Prejudice
- Willem Bilderdijk - A Short Account of a Remarkable Aerial Voyage and Discovery of a New Planet
- Adelbert von Chamisso - Peter Schlemihl
- Barbara Hofland - The Daughter-in-Law
- Regina Maria Roche - The Monastery of St. Columb
- Tales of the Dead